# Duck
Duck  — сьомий студійний альбом британського інді-рок-гурту Kaiser Chiefs, випущений 26 липня 2019. Першим синглом стала пісня «Record Collection».

## Передісторія
Фронтмен Рікі Вілсон сказав, що головний сингл «Record Collection» розповідає "про Інтернет і розчаруванню в ньому, про те, як він керує нашим життям і ми повністю не розуміємо що це та просто клікаємо на кнопку «прийняти»". Не слід плутати пісню з титульним треком Record Collection Марка Ронсона, який був написаний у співавторстві з колишнім учасником Kaiser Chiefs Ніком Годжсоном і на який згодом був зроблений кавер на радіо triple j.

## Список композицій
| #     | Назва                                       | Тривалість |
| ----- | ------------------------------------------- | ---------- |
| 1.    | «People Know How to Love One Another»       | 3:35       |
| 2.    | «Golden Oldies»                             | 4:03       |
| 3.    | «Wait»                                      | 3:50       |
| 4.    | «Target Market»                             | 4:24       |
| 5.    | «Don't Just Stand There, Do Something»      | 2:52       |
| 6.    | «Record Collection»                         | 4:17       |
| 7.    | «The Only Ones»                             | 3:50       |
| 8.    | «Lucky Shirt»                               | 3:47       |
| 9.    | «Electric Heart»                            | 3:10       |
| 10.   | «Northern Holiday»                          | 3:36       |
| 11.   | «Kurt vs. Frasier (The Battle for Seattle)» | 3:24       |
| 40:48 |                                             |            |